# Bustin' Thru
Bustin' Thru er en amerikansk stumfilm fra 1925 instrueret af Clifford Smith.

## Medvirkende
- Jack Hoxie som Jack Savage
- Helen Lynch som Helen Merritt
- William Bailey som Harvey Gregg
- Alfred Allen som John Merritt
- George Grandee som Rudolph Romano